# Ornithoptera alexandrae
Regina Alexandra's Birdwing ( Ornithoptera alexandrae) , este cel mai mare și probabil cel mai frumos fluture din lume. Această specie magnifică, în care femela poate avea o anvergură a aripilor de până la 30 cm. A fost descoperită în Papua Noua Guinee de Albert S. Meek, naturalist al lui Walter Rothschild, în 1906 și numită de Rothschild în 1907 după soția lui Edward al VII-lea și mama lui George V, (5). Protejată prin lege în Papua Noua Guinee din 1966 și listată în apendicele I la CITES în 1987, această specie este sever restricționată în distribuția sa, ca urmare a pierderii habitatului cauzată de tăierea pe scară largă, agricultura extinsă a micilor fermieri și plantarea palmierului uleios.
Descriere:
Masculin: Masculul este mai mic decât femela (anvergură aripilor 147-200 mm) și este predominant negru, cu zone mari de culoare albastru / verde irizat. La ambele sexe, capul și toracele sunt negre, fiind anterie roșie distinctă; abdomenul este galben strălucitor (2, 4, 6, 8); aripa superioară este alungită, neagră, cu o bandă radială lungă, lată, verde, o bandă anală largă, albastru-verzui, fuzionată la ambele capete cu o bandă cubitală mai îngustă pentru a cuprinde o bandă sexuală mare, neagră. Partea inferioară a aripii anterioare este albastru-verzui, cu mai mult albastru spre regiunea anală; există vene negre, o margine îngustă și dungi sub-apicale. Aripa posterioară este alungită, cu fundal negru, celulă sub-marginală și marginea aripii. Există o bandă submarginală largă, albastru-verde, care este continuată până la bază de-a lungul marginilor costale și interioare; celula anal albastru-verzui; partea inferioară a aripii posterioare este galbenă, cu vene negre îngustându-se la margini. Bărbații sunt uneori confundați cuO. priamus (6, pp. 10-11).
Femelă : Femelele sunt predominant de culoare maro închis, cu o anvergură medie a aripilor de 200 mm (187-300), cele mai mari femele provenind din Platoul Managalas îndepărtat. Femela este adesea confundată cu O. priamus (2, 4, 6, 8).
Aripa anterioară este de culoare maro închis, cu pete submarginale și discale relativ mici, ușoare, devenind mai mici spre vârf. Aripa posterioară este alungită, cu o bandă formată din șapte pete palide, în formă de pană, de culoarDistribuție
În cel mai bun caz, distribuția alexandrae poate fi descrisă doar ca fragmentată (6).
Habitatul preferat este pădurea secundară deschisă, fie în câmpia Popondetta, fie în apropierea acesteia, sau pe platoul îndepărtat Managalas din provincia nordică Papua Noua Guinee (PNG). Primul exemplar, o femelă mică, atipică, a fost colectat în ianuarie 1906 din localitatea tip lângă Biagi la apele râului Mambaré (foto în 6), cu mult în afara ariei sale actuale (3, 5, 6, 8). Acest fluture este cunoscut din doar patru subpopulații; toate se află în regiunea de coastă nord-estică a PNG (6, pp. 34)). S-a raportat că erupția din 1951 a Muntelui Lamington a distrus 250mp. km de habitat primar, fragmentând în continuare distribuția deja neuniformă a alexandrae .
Pentru o hartă care arată distribuția, faceți clic aici .
Habitat și ecologie
Ornithoptera alexandrae este strâns asociată cu planta sa alimentară larvă, Aristolochia dielsiana (gen cunoscut anterior ca Pararistolochia ), cunoscută anterior sub numele de Aristolochia schlechteri (8), în pădurile tropicale secundare și primare de câmpie de până la 400 m altitudine pe solurile de cenușă vulcanică din Câmpia Popondetta și în pădurea de deal secundar pe soluri argiloase de la 550m - 800 altitudine în cealaltă localitate (3, 6, 8).  O . alexandrae nu este strict monofagă, deși acest lucru se datorează specificității ovipoziției femelei, deoarece larvele se pot matura la fel de bine (și aparent mai bine) pe Aristolochia tagala cu frunze mai moi, o viță de vie care este comună și mult mai răspândită în toată Papua Noua Guinee. Cea mai comună Birdwing din Papua Noua Guinee, Ornithoptera priamus , utilizează cu ușurință aceeași plantă alimentară ca O. alexandrae . S-a sugerat că acestea nu vor coexista, deși ambele specii în stadiul larvelor au fost găsite pe aceeași viță de vie (6). Este incert dacă există o competiție între cele două specii. Durata etapelor timpurii (de la ou la apariția adulților) variază de la 5 la 7 luni (în funcție de localitate), în timp ce masculii pot trăi până la alte trei luni în sălbăticie, iar femelele până la șase luni (6). Adulții sunt supuse puțin ruinare, deși ele sunt prinse în benzile de mari păianjeni ORB-web ( Nephilaspp.), și mâncat de mamifere și păsări arboricole. Sunt predispuși la infecții fungice și sunt prinși de oameni pentru câștiguri financiare. Ouăle sunt atacate de furnici și de heteroptere („adevărate gândaci”). Larvele sunt prădate de broaște râioase, șopârle și păsări, cum ar fi cuci, drongos și coucals. S-a raportat parazitismul larvelor de muștele tachinide neidentificate și al pupelor de viespi parazitare (himenoptere) (6). Opiniile variază dacă parazitul apare frecvent sau rar. Se crede că colorația aposematică (de avertizare) a larvelor și a adulților este un indiciu că pot stoca probabil toxinele pe care plantele lor alimentare le conțin, folosindu-le pentru propria lor protecție împotriva prădătorilor mai generali (6, 7). Adulții sunt zburători puternici, dar par să rămână în zonele de acasă, ignorând alte habitate disponibile, deși a fost raportată o femelă care zboară peste pajiști deschise (6). S-a stabilit recent că fluturii masculi roiesc adesea în jurul copacului pădurii,Intsia bijuga (Leguminosae, cunoscută local ca „Kwila”), când este în floare. Observațiile indică faptul că femelele zburătoare nu vor accepta masculii decât dacă au vizitat florile (6). Este necesară confirmarea experimentală a acestui comportament, dar distribuția arborelui poate explica absența fluturelui din anumite zone aparent potrivite, deși Intsia bijuga este o specie comună și răspândită pe scară largă, este supusă unei tăieri  ilegale mult mai mari e gri pal, galben-pudră, separate de largi benzi negre peste vene. Toate celulele, cu excepția celor mai interioare, conțin pete discale maronii și toate sunt mai galbene pe aripa posterioară superioară.Ouăle de O. alexandrae sunt mari (3,5 mm diametru) și s-a calculat că femelele, dacă ovarele lor sunt continuu productive, au potențialul de a depune aproximativ 240 de ouă pe parcursul vieții. Ei poartă doar 15-30 de ouă mature la un moment dat (6).
Metodele convenționale de recapturare a mărcii nu pot fi utilizate pentru estimarea numărului de O. alexandrae, deoarece specia zboară sus în baldachin și este văzută rar. Numărul larvelor este, de asemenea, scăzut (doar una sau două pot fi localizate în timpul unei inspecții de o zi), iar frunzele viței de vie au adesea 40 m înălțime în baldachinul superior, excluzând efectiv observarea larvelor care pot fi găsite acolo (6). 
Amenințări
Cel mai mare pericol actual îl reprezintă exploatarea forestieră comercială, dezvoltarea industriei de palmier uleios și dezvoltarea micilor fermieri în regiunea Popondetta, deși încă există plantații de cacao și cauciuc. Aceste activități au susținut deja mari suprafețe de pădure despre care se știe că au fost habitat pentru Ornithoptera alexandrae (6, 8). Exploatarea rezervelor de lemn din lemn Kumusi Drepturi de cumparare (TRP) continuă să impact asupra O . alexandrae (6, pp. 37). O. alexandrae este foarte apreciat de colecționarii care plătesc prețuri ridicate pentru exemplarele adulte și, fără îndoială, are loc comerțul ilegal. Cu toate acestea, comerțul ilegal nu este comparabil cu pierderea habitatului ca principală amenințare pentru supraviețuirea O. alexandrae (6).
Măsuri de conservare
În 1966, Ordonanța privind protecția faunei a acordat O. alexandrae și alte șase aripi de protecție legală împotriva colectării. Ornithoptera alexandrae a fost inclusă inițial, împreună cu toate celelalte aripi de păsări, în apendicele II al Convenției privind comerțul internațional cu specii pe cale de dispariție (CITES), dar ulterior a fost ridicată la apendicele 1 în 1987.
Legea a fost aplicată cu strictețe de mai multe ori, rezultând amenzi pentru cetățeni și amenzi și deportarea expatriaților. S-au efectuat anchete efectuate de către Divizia Faunei sălbatice pentru a stabili prezența sau absența O. alexandrae în unele zone. La nord de Popondetta a fost înființată o mare zonă de gestionare a faunei sălbatice (WMA), care cuprinde aproximativ 11.000 ha de pășuni și păduri. Nu este clar cât de eficient este acest WMA în conservarea vieții sălbatice în general și a O. alexandrae în special. Rapoartele sugerează că AMM are activitate agricolă în limitele sale. Câteva mii de butași de A. dielsianaau fost pregătite și o suprafață de 4 ha de pădure primară deținută de guvern la Stația Agricolă Lejo a fost plantată ca rezervație și zonă de studiu pentru O. alexandrae . Divizia faunei sălbatice a solicitat ca un total de aproximativ 40 ha de terenuri guvernamentale să fie respinse pentru a fi utilizate ca plantații de palmieri, datorită topografiei profund disecate. Scopul a fost crearea de rezerve pentru O. alexandrae pe terenuri guvernamentale, care pot fi protejate prin lege în perpetuitate. O plantare de probă a butașilor de A. dielsiana sub palmieri înalți, umbroși, maturi (aproximativ 14 ani) a fost întreprinsă la Institutul de instruire agricolă Popondetta pentru a studia creșterea viței de vie în acest habitat artificial și pentru a vedea dacă O. alexandraele va folosi în cele din urmă (6). Ofițerii provinciali cu animale sălbatice organizează în mod regulat întâlniri educaționale cu oamenii din provincia de nord, pentru a explica de ce fluturele trebuie conservat.
Negocierile pentru stabilirea de noi WMA au avut loc între Divizia Wildlife și proprietarii de terenuri interesați. Propunerile pentru trei zone de rezervă din zona Kumusi Timber Rights Purchase (TRP) au fost susținute de proprietarii de terenuri și de compania de lemn implicată (Fletcher Forests, Noua Zeelandă). Punerea în aplicare a Legii zonelor de conservare (1978), care oferă protecție specială „ siturilor și zonelor cu importanță biologică, topografică, geografică, istorică, științifică sau socială specială ” este luată în considerare pentru anumite situri. Legea prevede, de asemenea, gestionarea activă a acestor zone. Se speră că porțiuni din habitatul primar Ornithoptera alexandrae vor fi luate în considerare pentru a fi incluse în prezenta lege (6).
Specii precum O. alexandrae , care nu numai că sunt impresionante și foarte restrânse în gama lor și greu de obținut, realizează prețuri extrem de ridicate prin comerțul ilegal. În cadrul Diviziei faunei sălbatice din Papua Noua Guinee, există o agenție de marketing, care furnizează dealerilor de insecte insectele neprotejate ale țării (IFTA). Cu rezultatul și sprijinul pentru noul proiect de creștere în PNG (a se vedea mai jos), se speră că viitorul pe termen lung al O. alexandrae va fi protejat: ar putea oferi un venit extrem de valoros unora dintre oamenii din Papua Noua Guinee. În cele din urmă, presupunând că proiectul va avea succes, fluturele poate deveni o atracție suplimentară pentru industria turistică în creștere (6).
Este posibil să se reproducă O. alexandrae în captivitate, astfel încât biologia și motivele monofagiei sale pot fi studiate mai îndeaproape. Cu toate acestea, sunt necesare cuști de zbor mari pentru ca specia să se comporte normal în captivitate. Experimente de reproducere selectivă pentru o cultură de O. alexandrae, care ovipozită pe Aristolochia tagala se poate dovedi plină de satisfacții. În ciuda atracțiilor sale, O. alexandraeeste slab cunoscut deoarece este atât de rar, iar cercetările asupra istoriei sale de viață, comportamentului, dușmanilor naturali și dinamicii populației vor fi întreprinse acum în același timp în care măsurile de conservare sunt puse în aplicare în temeiul fondului recent finanțat Yayasan Sime Darby Trust ( Proiect YSD) / New Britain Palm Oil Ltd (NBPOL) căruia îi sunt oferite sfaturi tehnice de către Swallowtail and Birdwing Butterfly Trust ( www.sbbt.org.uk ) și un sprijin puternic oferit de guvernul PNG.